# Macarthuria australis
Macarthuria australis är en tvåhjärtbladig växtart som beskrevs av Hueg. och Stephan Ladislaus Endlicher. Macarthuria australis ingår i släktet Macarthuria och familjen Limeaceae. Inga underarter finns listade i Catalogue of Life.